# Янакиева, Наташа
Ната́ша Пе́трова-Яна́киева (19 марта 1951, Лом) — болгарская гребчиха-байдарочница, выступала за сборную Болгарии на всём протяжении 1970-х годов. Участница трёх летних Олимпийских игр, чемпионка мира, победительница многих регат национального и международного значения.

## Биография
Наташа Петрова родилась 19 марта 1951 года в городе Ломе Монтанской области. Впоследствии вышла замуж за болгарского гребца Димитра Янакиева и на большинстве соревнований выступала под фамилией мужа.
Впервые заявила о себе на международных регатах в 1972 году на летних Олимпийских играх в Мюнхене, где стартовала в двух заездах в одиночках и в паре с Петраной Колевой заняла восьмое место в двойках. Через четыре года благодаря череде удачных выступлений удостоилась права защищать честь страны на Олимпийских играх 1976 года в Монреале — вместе с напарницей Марией Минчевой дошла до финала в двойках на пятистах метрах, однако в решающем заезде показала лишь седьмой результат.
Первого серьёзного успеха на взрослом международном уровне добилась в 1977 году, когда попала в основной состав национальной сборной Болгарии и побывала на домашнем чемпионате мира в Софии, где выиграла золотую медаль в зачёте четырёхместных байдарок на дистанции 500 метров — при этом её партнёршами были Роза Боянова, Мария Минчева и Величка Минчева. В следующем сезоне пыталась повторить это достижение на мировом первенстве в югославском Белграде, однако теперь вынуждена была довольствоваться серебряной медалью — в финале их уоманду обогнал экипаж из ГДР.
Два года спустя, будучи в числе лидеров женской гребной команды Болгарии, Янакиева благополучно прошла квалификацию на Олимпийские игры 1980 года в Москве — вновь стартовала с Минчевой в двойках на пятистах метрах, вновь пробилась в финальную стадию и финишировала на сей раз девятой. Вскоре по окончании московской Олимпиады приняла решение завершить спортивную карьеру, уступив место в сборной молодым болгарским гребчихам.
Её сыновья Иво Янакиев и Мартин Янакиев стали довольно известными гребцами в академической гребле.